# Franck Bouyer
Pour les articles homonymes, voir Bouyer.
Franck Bouyer, né le 17 mars 1974 à Beaupréau en Maine-et-Loire, est un coureur cycliste français. Professionnel de 1995 à 2007, il a dû interrompre sa carrière car le traitement pour la narcolepsie dont il souffre est sur la liste des produits dopants. Après avoir obtenu gain de cause, il revient à la compétition en 2009 chez BBox Bouygues Telecom, devenue Europcar en 2011. Il a notamment remporté le classement final de la Coupe de France en 2002.

## Biographie

### Carrière professionnelle
Troisième du Tour de l'Avenir en 1994, Franck Bouyer passe professionnel en 1995 dans l'équipe Castorama, il y remporte sa première victoire, une étape de la Mi-août bretonne, puis rejoint l'année suivante Agrigel-La Creuse, avec qui il participe à son premier Tour de France, au cours duquel il abandonne lors de la 14e étape. 
Au cours des trois années suivantes, au sein de l'équipe La Française des jeux, il obtient plusieurs places d'honneur sur les courses d'un jour françaises, et notamment deux quatrièmes places sur À travers le Morbihan, en 1998 et 1999. En 2000, il rejoint l'équipe Bonjour de Jean-René Bernaudeau, qu'il ne quittera plus, et avec laquelle il remporte ses principales victoires. En 2001, il termine troisième du Circuit de la Sarthe, puis participe à son premier Tour d'Italie. Il remporte également sa première course par étapes, le Tour du Limousin. L'année suivante, il s'illustre au printemps sur plusieurs courses d'un jour comptant pour la Coupe de France, terminant deuxième de Cholet-Pays de Loire derrière le sprinteur Jimmy Casper et troisième du Trophée des grimpeurs, et remportant le Tour de Vendée. Sa cinquième place aux Boucles de l'Aulne, en septembre, lui assure la victoire finale. Il prend également la 4e place des Championnats de France. 
En 2003 et 2004, il s'illustre à nouveau en début de saison, terminant troisième de l'Étoile de Bessèges 2003 à nouveau deuxième de Cholet-Pays de Loire la même année, derrière Christophe Mengin, puis du Circuit de la Sarthe 2004, battu par Thomas Lövkvist après avoir porté le maillot de leader pendant 3 jours. Quatre jours plus tard, il prend sa revanche en devançant au sprint le même Thomas Lövkvist pour remporter Paris-Camembert. Il termine également quatrième du Tour de Vendée la même année, et occupe alors la deuxième place provisoire de la Coupe de France. Il est interdit de compétition à partir de juin 2004, et ne revient qu'en janvier 2009.
Après ses années sans compétition, il remporte sa première victoire professionnelle depuis son retour à la compétition en enlevant le classement général du Tour de Bretagne 2010. Il prend sa retraite en fin d'année 2013, alors qu'il portait les couleurs de l'équipe Europcar.

### Interruption pour narcolepsie
Franck Bouyer souffre de narcolepsie (maladie de Gélineau) : une déficience génétique qui provoque des endormissements soudains. Pour lutter contre sa maladie, il se soigne à l'aide de Modafinil, un médicament interdit par l'Union cycliste internationale (charte de l'Agence mondiale antidopage).
Interdit de compétition cycliste par l'UCI en juin 2004, il est finalement autorisé par l'Agence Mondiale Antidopage (AMA) à recourir en août 2005. Mais l'UCI ayant fait appel, il est de nouveau convoqué devant le tribunal arbitral du sport (TAS) à Lausanne en janvier 2006, et de nouveau interdit de compétition cycliste en mars 2006.
Au chômage à partir de janvier 2007, Franck Bouyer assigne en justice l'UCI (Union Cycliste Internationale) et l'Agence Mondiale Antidopage pour entrave à la liberté du travail. Il obtient gain de cause en octobre 2007, mais ne peut toujours par recourir. Il annonce son retour à la compétition au sein de Bouygues Telecom, après trois saisons d'arrêt, le 21 octobre 2008, bénéficiant de l'autorisation de mise sur le marché d'un nouveau médicament, le Xyrem.                           

## Reconversion
Le 1er octobre 2016 Franck Bouyer ouvre son magasin de vélos à Cholet Avenue Edmond Michelet , grâce à la collaboration de Giant. Franck Bouyer vend tous types de vélos : vélos de courses, électriques, féminins, tout-terrains et enfants.

## Palmarès
| - 1992 - 2e du championnat de France sur route juniors - 1993 - Tour de Vendée amateurs - 1994 - Grand Prix de Montamisé - 3e du Tour de l'Avenir - 3e du Grand Prix de Saint-Georges-sur-Loire - 1995 - 7e étape de la Mi-août bretonne - 3e du Trio normand - 1998 - 3e de la Côte picarde - 2001 - Tour du Limousin : - Classement général - 1re étape - 3e du Circuit de la Sarthe | - 2002 - Classement final de la Coupe de France - Tour de Vendée - 2e de Cholet-Pays de Loire - 3e du Trophée des grimpeurs - 2003 - 2e de Cholet-Pays de Loire - 3e de l'Étoile de Bessèges - 2004 - Paris-Camembert - 1re étape du Circuit de la Sarthe - 2e du Circuit de la Sarthe - 2010 - Classement général du Tour de Bretagne - 2012 - Prologue du Tour Alsace (contre-la-montre par équipes) |  |

## Résultats sur les grands tours

### Tour de France
5 participations
- 1996 : abandon (14e étape)
- 1998 : 94e
- 2000 : 122e
- 2001 : 74e
- 2002 : 114e

### Tour d'Italie
1 participation
- 2001 : abandon (13e étape)

### Tour d'Espagne
1 participation
- 2009 : abandon (13e étape)